# Erik Gustafsson (Eishockeyspieler, 1988)
Erik Gustafsson (* 15. Dezember 1988 in Kvissleby) ist ein schwedischer Eishockeyspieler, der seit Mai 2018 bei Luleå HF aus der Svenska Hockeyligan (SHL) unter Vertrag steht und dort auf der Position des Verteidigers spielt. Zuvor absolvierte Gustafsson unter anderem 100 Spiele für die Philadelphia Flyers in der National Hockey League (NHL).

## Karriere
Erik Gustafsson begann seine Karriere als Eishockeyspieler in seiner schwedischen Heimat im Nachwuchsbereich des Timrå IK, für den er bis 2007 – zuletzt in der J20 SuperElit – aktiv war. Anschließend wechselte der Abwehrspieler nach Nordamerika und studierte drei Jahre lang an der Northern Michigan University. Für deren Eishockeymannschaft lief er parallel im Spielbetrieb der National Collegiate Athletic Association (NCAA) auf. Dort erreichte der Schwede mehrere individuelle Auszeichnungen, woraufhin er Ende März 2010 als ungedrafteter Free Agent einen Vertrag bei den Philadelphia Flyers aus der National Hockey League (NHL) erhielt. Für deren Farmteam Adirondack Phantoms aus der American Hockey League (AHL) gab er gegen Ende der Saison 2009/10 sein Debüt im professionellen Eishockey. Bis Saisonende erzielte er in fünf AHL-Spielen zwei Tore und gab fünf Vorlagen.
In der Saison 2010/11 wurde Gustafsson Stammspieler bei den Adirondack Phantoms aus der AHL. Zudem stand er in drei Spielen für die Philadelphia Flyers in der NHL auf dem Eis. Auch die folgende Spielzeit begann der Schwede bei den Adirondack Phantoms in der AHL, konnte sich in der zweiten Saisonhälfte jedoch einen Stammplatz bei den Philadelphia Flyers in der NHL erspielen. Im Mai 2014 verließ er die Flyers und wechselte zum russischen Klub HK Awangard Omsk in die Kontinentale Hockey-Liga (KHL). Ab Juli 2015 stand Gustafsson bei den Kloten Flyers aus der Schweizer National League A (NLA) für ein Jahr unter Vertrag und wechselte nach dem Abschluss der Saison 2015/16 zurück zum HK Awangard Omsk in die KHL.
Ab November 2017 spielte Gustafsson beim Omsks Ligakonkurrenten Neftechimik Nischnekamsk in der KHL, ehe er im Mai 2018 von Luleå HF aus der Svenska Hockeyligan (SHL) verpflichtet wurde. Dort wurde er umgehend zum Mannschaftskapitän ernannt. In Diensten Luleås gewann der Abwehrspieler im Jahr 2019 die Salming Trophy als bester Spieler auf seiner Position. Drei Jahre später wurde Gustafsson mit dem Klub Vizemeister, während er persönlich mit dem Rinkens riddare als fairstem SHL-Spieler ausgezeichnet wurde.

### International
Bei der Weltmeisterschaft 2013 in Stockholm und Helsinki war Gustafsson Teil der schwedischen Nationalmannschaft und gewann mit dieser die Goldmedaille. Bei der Weltmeisterschaft 2014 ein Jahr später verpasste die Mannschaft die Titelverteidigung. Es reichte aber zum Gewinn der Bronzemedaille. Bei seiner dritten WM-Teilnahme im Jahr 2016 belegte Gustafsson mit der Tre Kronor den sechsten Platz. Darüber hinaus nahm der Abwehrspieler an den Olympischen Winterspielen 2018 im südkoreanischen Pyeongchang teil.

## Erfolge und Auszeichnungen
| - 2008 CCHA All-Rookie-Team - 2009 CCHA Best Offensive Defenseman - 2009 CCHA First All-Star-Team - 2009 NCAA West Second All-American-Team - 2010 CCHA Best Offensive Defenseman - 2010 CCHA First All-Star-Team - 2010 NCAA West Second All-American-Team | - 2011 Teilnahme am AHL All-Star Classic - 2011 AHL All-Rookie Team - 2013 Teilnahme am AHL All-Star Classic - 2015 Teilnahme am KHL All-Star Game - 2019 Salming Trophy - 2022 Schwedischer Vizemeister mit dem Luleå HF - 2022 Rinkens riddare |

### International
- 2013 Goldmedaille bei der Weltmeisterschaft
- 2014 Bronzemedaille bei der Weltmeisterschaft

## Karrierestatistik
Stand: Ende der Saison 2023/24

### International
Vertrat Schweden bei:
- Weltmeisterschaft 2013
- Weltmeisterschaft 2014
- Weltmeisterschaft 2016
- Olympischen Winterspielen 2018

(Legende zur Spielerstatistik: Sp oder GP = absolvierte Spiele; T oder G = erzielte Tore; V oder A = erzielte Assists; Pkt oder Pts = erzielte Scorerpunkte; SM oder PIM = erhaltene Strafminuten; +/− = Plus/Minus-Bilanz; PP = erzielte Überzahltore; SH = erzielte Unterzahltore; GW = erzielte Siegtore; 1 Play-downs/Relegation; Kursiv: Statistik nicht vollständig)